# Maria Josefa van Saksen-Coburg

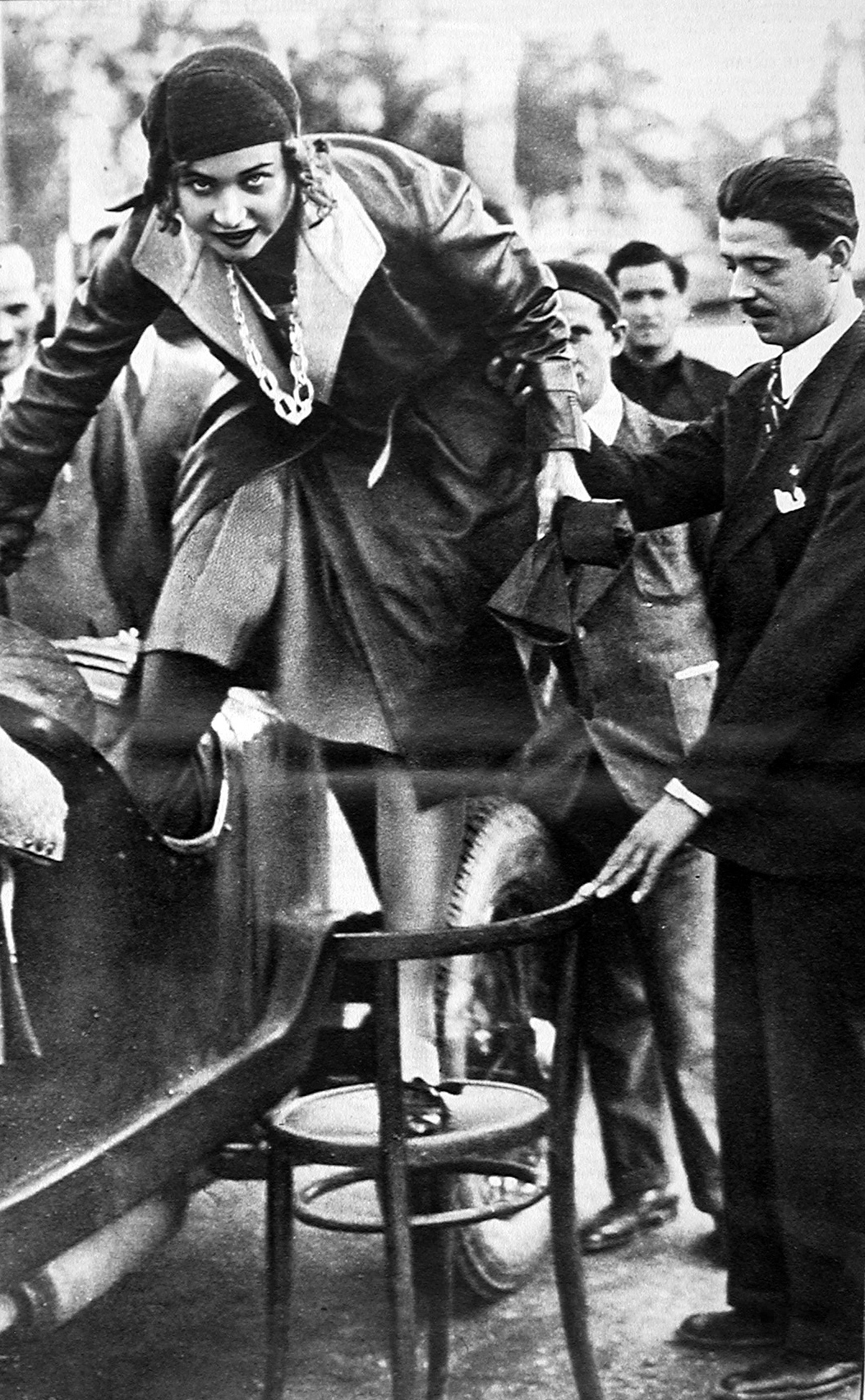
Kroonprinses Maria Josefa stapt uit de Alfa Romeo van de Italiaanse autocoureur Baconin Borzacchini.

Marie José Charlotte Sophie Amélie Henriette Gabrielle (in het Nederlands ook wel Maria Josefa) (Oostende, 4 augustus 1906 — Thônex (Zwitserland), 27 januari 2001), prinses van België, prinses van Savoye, prinses van Piëmont, de laatste koningin van Italië, was de dochter van de Belgische koning Albert I en koningin Elisabeth.

## Levensloop
De prinses werd vernoemd naar haar grootmoeder, de Portugese prinses Maria José van Bragança, hertogin in Beieren. Marie José kreeg net als haar broers Leopold en Karel een strenge Spartaanse opvoeding. In de herfst van 1919, werd ze naar het Institut du Sacré-Cœur de Linthout in Brussel gestuurd, waar ze tot de leeftijd van 18 jaar les volgde.
Op 8 januari 1930 trouwde zij met de Italiaanse kroonprins Umberto aan wie zij, omdat zij de enige Europese katholieke koningsdochter en hij de enige katholieke koningszoon was, al op negenjarige leeftijd was beloofd. Het werd een ongelukkig huwelijk. Meteen al na haar huwelijk begon zij zich in te zetten voor allerlei goede doelen, zoals het Rode Kruis, daarbij het voorbeeld volgend van haar moeder, die daarmee in België zeer geliefd was geworden. In Italië, dat sowieso niet werd overmand door koningsgezinde gevoelens, had ze daar weinig succes mee.
Het paar kreeg vier kinderen:
- Maria Pia (1934)
- Victor Emanuel (1937-2024)
- Maria Gabrielle (1940)
- Maria Beatrix (1943)

Rond 1937 zou Marie José een verhouding hebben gehad met Benito Mussolini, althans volgens de memoires van diens zoon, Romano Mussolini. Voor deze bewering ontbreekt ieder bewijs.
Tijdens de Tweede Wereldoorlog was Marie José politiek actief, tot ongenoegen van haar schoonvader, koning Victor Emanuel III. Zij onderhield contacten met de Heilige Stoel en met tegenstanders van Mussolini met als doel het koningschap te behouden in het naoorlogse Italië. Op 6 augustus 1943 werd ze met haar kinderen door de koning naar Sant'Anna di Valdieri in Piëmont gestuurd onder toezicht van haar schoonzus prinses Yolanda. Ook daar zette Marie José zich in voor het Rode Kruis. Weinig later werd het gezelschap verhuisd naar het kasteel van Sarre in Val d'Aosta uit schrik dat ze zouden worden gekidnapt door de Duitsers. Na de wapenstilstand tussen Italië en de geallieerden op 3 september 1943 werd het gezelschap naar Zwitserland gebracht. Daar verbleven ze eerst in hotel Excelsior in Montreux en later in het minder luxueuze hotel Motana aan het Meer van Thun. Daar ontmoette Marie José soms leden van het Italiaanse verzet, tot ongenoegen van de Zwitserse autoriteiten.
Op 29 april 1945 besliste Marie José om alleen, zonder haar kinderen, naar Italië terug te keren. Vanuit Martigny reisde ze te voet over de bergen naar Val d'Aosta geholpen door de abt van Grand Saint-Bernard. Marie José was een geoefend en gepassioneerd skiër en bergwandelaar. In Italië werd ze opgevangen door het Italiaanse verzet. Na een verblijf van een maand in het Kasteel van Sarre reisde ze naar Turijn en van daaruit met een geallieerd vliegtuig naar Rome. Op 16 juni 1945 werd ze herenigd met haar echtgenoot Umberto.
In 1946 waren Umberto en Marie José gedurende 33 dagen koning en koningin van Italië. Uit die tijd hield prinses Marie José de naam 'de meikoningin' of 'Regina di maggio' over. Toen maakte een referendum een einde aan de monarchie. Het paar ging gescheiden in ballingschap. Umberto vestigde zich in Portugal, Marie José met haar kinderen in Zwitserland.
Marie José stierf op 94-jarige leeftijd in Thônex aan longkanker. Zij werd op 2 februari 2001 begraven in de Abdij van Hautecombe (Savoie, Frankrijk), waar ook haar man, die in 1983 was overleden, begraven is.
Naar Marie José is, evenals naar haar moeder, een muziekprijs vernoemd, de Prix international de composition musicale Reine Marie José.

## Voorouders
| Frans van Saksen-Coburg-Saalfeld (1750-1806) | Frans van Saksen-Coburg-Saalfeld (1750-1806) | Frans van Saksen-Coburg-Saalfeld (1750-1806)          | Frans van Saksen-Coburg-Saalfeld (1750-1806)          | Frans van Saksen-Coburg-Saalfeld (1750-1806)          | Frans van Saksen-Coburg-Saalfeld (1750-1806)          |                                                       |                                                       | Lodewijk Filips I van Frankrijk (1773-1850) | Lodewijk Filips I van Frankrijk (1773-1850) | Lodewijk Filips I van Frankrijk (1773-1850)  | Lodewijk Filips I van Frankrijk (1773-1850)  | Lodewijk Filips I van Frankrijk (1773-1850)  | Lodewijk Filips I van Frankrijk (1773-1850)  |                                              |                                              | Karel van Hohenzollern-Sigmaringen (1785-1853)       | Karel van Hohenzollern-Sigmaringen (1785-1853)       | Karel van Hohenzollern-Sigmaringen (1785-1853)       | Karel van Hohenzollern-Sigmaringen (1785-1853)       | Karel van Hohenzollern-Sigmaringen (1785-1853)       | Karel van Hohenzollern-Sigmaringen (1785-1853)       |                                                |                                                | Karel van Baden (1786-1818)    | Karel van Baden (1786-1818)    | Karel van Baden (1786-1818)          | Karel van Baden (1786-1818)          | Karel van Baden (1786-1818)          | Karel van Baden (1786-1818)          |                                      |                                      | Pius August in Beieren (1786-1837)       | Pius August in Beieren (1786-1837)       | Pius August in Beieren (1786-1837)       | Pius August in Beieren (1786-1837)       | Pius August in Beieren (1786-1837)       | Pius August in Beieren (1786-1837)       |                                            |                                            | Maximiliaan I Jozef van Beieren (1756-1825) | Maximiliaan I Jozef van Beieren (1756-1825) | Maximiliaan I Jozef van Beieren (1756-1825) | Maximiliaan I Jozef van Beieren (1756-1825) | Maximiliaan I Jozef van Beieren (1756-1825) | Maximiliaan I Jozef van Beieren (1756-1825) |                                |                                | Johan VI van Portugal (1767-1826)  | Johan VI van Portugal (1767-1826)  | Johan VI van Portugal (1767-1826)          | Johan VI van Portugal (1767-1826)          | Johan VI van Portugal (1767-1826)          | Johan VI van Portugal (1767-1826)          |                                            |                                            | Constantijn van Löwenstein-Wertheim-Rosenberg (1802-1838) | Constantijn van Löwenstein-Wertheim-Rosenberg (1802-1838) | Constantijn van Löwenstein-Wertheim-Rosenberg (1802-1838)  | Constantijn van Löwenstein-Wertheim-Rosenberg (1802-1838)  | Constantijn van Löwenstein-Wertheim-Rosenberg (1802-1838)  | Constantijn van Löwenstein-Wertheim-Rosenberg (1802-1838)  |                                                            |                                                            |  |  |  |  |  |  |  |  |  |  |  |  |  |  |  |  |  |  |  |  |  |  |  |  |  |  |  |  |  |  |  |  |  |  |  |  |  |  |  |  |  |  |  |  |  |  |
| Frans van Saksen-Coburg-Saalfeld (1750-1806) | Frans van Saksen-Coburg-Saalfeld (1750-1806) | Frans van Saksen-Coburg-Saalfeld (1750-1806)          | Frans van Saksen-Coburg-Saalfeld (1750-1806)          | Frans van Saksen-Coburg-Saalfeld (1750-1806)          | Frans van Saksen-Coburg-Saalfeld (1750-1806)          |                                                       |                                                       | Lodewijk Filips I van Frankrijk (1773-1850) | Lodewijk Filips I van Frankrijk (1773-1850) | Lodewijk Filips I van Frankrijk (1773-1850)  | Lodewijk Filips I van Frankrijk (1773-1850)  | Lodewijk Filips I van Frankrijk (1773-1850)  | Lodewijk Filips I van Frankrijk (1773-1850)  |                                              |                                              | Karel van Hohenzollern-Sigmaringen (1785-1853)       | Karel van Hohenzollern-Sigmaringen (1785-1853)       | Karel van Hohenzollern-Sigmaringen (1785-1853)       | Karel van Hohenzollern-Sigmaringen (1785-1853)       | Karel van Hohenzollern-Sigmaringen (1785-1853)       | Karel van Hohenzollern-Sigmaringen (1785-1853)       |                                                |                                                | Karel van Baden (1786-1818)    | Karel van Baden (1786-1818)    | Karel van Baden (1786-1818)          | Karel van Baden (1786-1818)          | Karel van Baden (1786-1818)          | Karel van Baden (1786-1818)          |                                      |                                      | Pius August in Beieren (1786-1837)       | Pius August in Beieren (1786-1837)       | Pius August in Beieren (1786-1837)       | Pius August in Beieren (1786-1837)       | Pius August in Beieren (1786-1837)       | Pius August in Beieren (1786-1837)       |                                            |                                            | Maximiliaan I Jozef van Beieren (1756-1825) | Maximiliaan I Jozef van Beieren (1756-1825) | Maximiliaan I Jozef van Beieren (1756-1825) | Maximiliaan I Jozef van Beieren (1756-1825) | Maximiliaan I Jozef van Beieren (1756-1825) | Maximiliaan I Jozef van Beieren (1756-1825) |                                |                                | Johan VI van Portugal (1767-1826)  | Johan VI van Portugal (1767-1826)  | Johan VI van Portugal (1767-1826)          | Johan VI van Portugal (1767-1826)          | Johan VI van Portugal (1767-1826)          | Johan VI van Portugal (1767-1826)          |                                            |                                            | Constantijn van Löwenstein-Wertheim-Rosenberg (1802-1838) | Constantijn van Löwenstein-Wertheim-Rosenberg (1802-1838) | Constantijn van Löwenstein-Wertheim-Rosenberg (1802-1838)  | Constantijn van Löwenstein-Wertheim-Rosenberg (1802-1838)  | Constantijn van Löwenstein-Wertheim-Rosenberg (1802-1838)  | Constantijn van Löwenstein-Wertheim-Rosenberg (1802-1838)  |                                                            |                                                            |  |  |  |  |  |  |  |  |  |  |  |  |  |  |  |  |  |  |  |  |  |  |  |  |  |  |  |  |  |  |  |  |  |  |  |  |  |  |  |  |  |  |  |  |  |  |
|                                              |                                              | Augusta van Reuss-Ebersdorf en Lobenstein (1757-1831) | Augusta van Reuss-Ebersdorf en Lobenstein (1757-1831) | Augusta van Reuss-Ebersdorf en Lobenstein (1757-1831) | Augusta van Reuss-Ebersdorf en Lobenstein (1757-1831) | Augusta van Reuss-Ebersdorf en Lobenstein (1757-1831) | Augusta van Reuss-Ebersdorf en Lobenstein (1757-1831) |                                             |                                             | Marie Amélie van Bourbon-Sicilië (1782-1866) | Marie Amélie van Bourbon-Sicilië (1782-1866) | Marie Amélie van Bourbon-Sicilië (1782-1866) | Marie Amélie van Bourbon-Sicilië (1782-1866) | Marie Amélie van Bourbon-Sicilië (1782-1866) | Marie Amélie van Bourbon-Sicilië (1782-1866) |                                                      |                                                      | Marie Antoinette Murat (1793-1847)                   | Marie Antoinette Murat (1793-1847)                   | Marie Antoinette Murat (1793-1847)                   | Marie Antoinette Murat (1793-1847)                   | Marie Antoinette Murat (1793-1847)             | Marie Antoinette Murat (1793-1847)             |                                |                                | Stéphanie de Beauharnais (1789-1860) | Stéphanie de Beauharnais (1789-1860) | Stéphanie de Beauharnais (1789-1860) | Stéphanie de Beauharnais (1789-1860) | Stéphanie de Beauharnais (1789-1860) | Stéphanie de Beauharnais (1789-1860) |                                          |                                          | Amalia Louise van Arenberg (1789-1823)   | Amalia Louise van Arenberg (1789-1823)   | Amalia Louise van Arenberg (1789-1823)   | Amalia Louise van Arenberg (1789-1823)   | Amalia Louise van Arenberg (1789-1823)     | Amalia Louise van Arenberg (1789-1823)     |                                             |                                             | Caroline van Baden (1776-1841)              | Caroline van Baden (1776-1841)              | Caroline van Baden (1776-1841)              | Caroline van Baden (1776-1841)              | Caroline van Baden (1776-1841) | Caroline van Baden (1776-1841) |                                    |                                    | Charlotte Joachime van Bourbon (1775-1830) | Charlotte Joachime van Bourbon (1775-1830) | Charlotte Joachime van Bourbon (1775-1830) | Charlotte Joachime van Bourbon (1775-1830) | Charlotte Joachime van Bourbon (1775-1830) | Charlotte Joachime van Bourbon (1775-1830) |                                                           |                                                           | Maria Agnes Henriette van Hohenlohe-Langenburg (1804-1835) | Maria Agnes Henriette van Hohenlohe-Langenburg (1804-1835) | Maria Agnes Henriette van Hohenlohe-Langenburg (1804-1835) | Maria Agnes Henriette van Hohenlohe-Langenburg (1804-1835) | Maria Agnes Henriette van Hohenlohe-Langenburg (1804-1835) | Maria Agnes Henriette van Hohenlohe-Langenburg (1804-1835) |  |  |  |  |  |  |  |  |  |  |  |  |  |  |  |  |  |  |  |  |  |  |  |  |  |  |  |  |  |  |  |  |  |  |  |  |  |  |  |  |  |  |  |  |  |  |
|                                              |                                              | Augusta van Reuss-Ebersdorf en Lobenstein (1757-1831) | Augusta van Reuss-Ebersdorf en Lobenstein (1757-1831) | Augusta van Reuss-Ebersdorf en Lobenstein (1757-1831) | Augusta van Reuss-Ebersdorf en Lobenstein (1757-1831) | Augusta van Reuss-Ebersdorf en Lobenstein (1757-1831) | Augusta van Reuss-Ebersdorf en Lobenstein (1757-1831) |                                             |                                             | Marie Amélie van Bourbon-Sicilië (1782-1866) | Marie Amélie van Bourbon-Sicilië (1782-1866) | Marie Amélie van Bourbon-Sicilië (1782-1866) | Marie Amélie van Bourbon-Sicilië (1782-1866) | Marie Amélie van Bourbon-Sicilië (1782-1866) | Marie Amélie van Bourbon-Sicilië (1782-1866) |                                                      |                                                      | Marie Antoinette Murat (1793-1847)                   | Marie Antoinette Murat (1793-1847)                   | Marie Antoinette Murat (1793-1847)                   | Marie Antoinette Murat (1793-1847)                   | Marie Antoinette Murat (1793-1847)             | Marie Antoinette Murat (1793-1847)             |                                |                                | Stéphanie de Beauharnais (1789-1860) | Stéphanie de Beauharnais (1789-1860) | Stéphanie de Beauharnais (1789-1860) | Stéphanie de Beauharnais (1789-1860) | Stéphanie de Beauharnais (1789-1860) | Stéphanie de Beauharnais (1789-1860) |                                          |                                          | Amalia Louise van Arenberg (1789-1823)   | Amalia Louise van Arenberg (1789-1823)   | Amalia Louise van Arenberg (1789-1823)   | Amalia Louise van Arenberg (1789-1823)   | Amalia Louise van Arenberg (1789-1823)     | Amalia Louise van Arenberg (1789-1823)     |                                             |                                             | Caroline van Baden (1776-1841)              | Caroline van Baden (1776-1841)              | Caroline van Baden (1776-1841)              | Caroline van Baden (1776-1841)              | Caroline van Baden (1776-1841) | Caroline van Baden (1776-1841) |                                    |                                    | Charlotte Joachime van Bourbon (1775-1830) | Charlotte Joachime van Bourbon (1775-1830) | Charlotte Joachime van Bourbon (1775-1830) | Charlotte Joachime van Bourbon (1775-1830) | Charlotte Joachime van Bourbon (1775-1830) | Charlotte Joachime van Bourbon (1775-1830) |                                                           |                                                           | Maria Agnes Henriette van Hohenlohe-Langenburg (1804-1835) | Maria Agnes Henriette van Hohenlohe-Langenburg (1804-1835) | Maria Agnes Henriette van Hohenlohe-Langenburg (1804-1835) | Maria Agnes Henriette van Hohenlohe-Langenburg (1804-1835) | Maria Agnes Henriette van Hohenlohe-Langenburg (1804-1835) | Maria Agnes Henriette van Hohenlohe-Langenburg (1804-1835) |  |  |  |  |  |  |  |  |  |  |  |  |  |  |  |  |  |  |  |  |  |  |  |  |  |  |  |  |  |  |  |  |  |  |  |  |  |  |  |  |  |  |  |  |  |  |
| Leopold I (1790-1865)                        | Leopold I (1790-1865)                        | Leopold I (1790-1865)                                 | Leopold I (1790-1865)                                 | Leopold I (1790-1865)                                 | Leopold I (1790-1865)                                 |                                                       |                                                       | Louise Marie van Orléans (1812-1850)        | Louise Marie van Orléans (1812-1850)        | Louise Marie van Orléans (1812-1850)         | Louise Marie van Orléans (1812-1850)         | Louise Marie van Orléans (1812-1850)         | Louise Marie van Orléans (1812-1850)         |                                              |                                              | Karel Anton van Hohenzollern-Sigmaringen (1811-1885) | Karel Anton van Hohenzollern-Sigmaringen (1811-1885) | Karel Anton van Hohenzollern-Sigmaringen (1811-1885) | Karel Anton van Hohenzollern-Sigmaringen (1811-1885) | Karel Anton van Hohenzollern-Sigmaringen (1811-1885) | Karel Anton van Hohenzollern-Sigmaringen (1811-1885) |                                                |                                                | Josefine van Baden (1813-1900) | Josefine van Baden (1813-1900) | Josefine van Baden (1813-1900)       | Josefine van Baden (1813-1900)       | Josefine van Baden (1813-1900)       | Josefine van Baden (1813-1900)       |                                      |                                      | Maximiliaan Jozef in Beieren (1808-1888) | Maximiliaan Jozef in Beieren (1808-1888) | Maximiliaan Jozef in Beieren (1808-1888) | Maximiliaan Jozef in Beieren (1808-1888) | Maximiliaan Jozef in Beieren (1808-1888) | Maximiliaan Jozef in Beieren (1808-1888) |                                            |                                            | Ludovika van Beieren (1808-1892)            | Ludovika van Beieren (1808-1892)            | Ludovika van Beieren (1808-1892)            | Ludovika van Beieren (1808-1892)            | Ludovika van Beieren (1808-1892)            | Ludovika van Beieren (1808-1892)            |                                |                                | Michaël I van Portugal (1802-1866) | Michaël I van Portugal (1802-1866) | Michaël I van Portugal (1802-1866)         | Michaël I van Portugal (1802-1866)         | Michaël I van Portugal (1802-1866)         | Michaël I van Portugal (1802-1866)         |                                            |                                            | Adelheid van Löwenstein-Wertheim-Rosenberg (1831-1909)    | Adelheid van Löwenstein-Wertheim-Rosenberg (1831-1909)    | Adelheid van Löwenstein-Wertheim-Rosenberg (1831-1909)     | Adelheid van Löwenstein-Wertheim-Rosenberg (1831-1909)     | Adelheid van Löwenstein-Wertheim-Rosenberg (1831-1909)     | Adelheid van Löwenstein-Wertheim-Rosenberg (1831-1909)     |                                                            |                                                            |  |  |  |  |  |  |  |  |  |  |  |  |  |  |  |  |  |  |  |  |  |  |  |  |  |  |  |  |  |  |  |  |  |  |  |  |  |  |  |  |  |  |  |  |  |  |
| Leopold I (1790-1865)                        | Leopold I (1790-1865)                        | Leopold I (1790-1865)                                 | Leopold I (1790-1865)                                 | Leopold I (1790-1865)                                 | Leopold I (1790-1865)                                 |                                                       |                                                       | Louise Marie van Orléans (1812-1850)        | Louise Marie van Orléans (1812-1850)        | Louise Marie van Orléans (1812-1850)         | Louise Marie van Orléans (1812-1850)         | Louise Marie van Orléans (1812-1850)         | Louise Marie van Orléans (1812-1850)         |                                              |                                              | Karel Anton van Hohenzollern-Sigmaringen (1811-1885) | Karel Anton van Hohenzollern-Sigmaringen (1811-1885) | Karel Anton van Hohenzollern-Sigmaringen (1811-1885) | Karel Anton van Hohenzollern-Sigmaringen (1811-1885) | Karel Anton van Hohenzollern-Sigmaringen (1811-1885) | Karel Anton van Hohenzollern-Sigmaringen (1811-1885) |                                                |                                                | Josefine van Baden (1813-1900) | Josefine van Baden (1813-1900) | Josefine van Baden (1813-1900)       | Josefine van Baden (1813-1900)       | Josefine van Baden (1813-1900)       | Josefine van Baden (1813-1900)       |                                      |                                      | Maximiliaan Jozef in Beieren (1808-1888) | Maximiliaan Jozef in Beieren (1808-1888) | Maximiliaan Jozef in Beieren (1808-1888) | Maximiliaan Jozef in Beieren (1808-1888) | Maximiliaan Jozef in Beieren (1808-1888) | Maximiliaan Jozef in Beieren (1808-1888) |                                            |                                            | Ludovika van Beieren (1808-1892)            | Ludovika van Beieren (1808-1892)            | Ludovika van Beieren (1808-1892)            | Ludovika van Beieren (1808-1892)            | Ludovika van Beieren (1808-1892)            | Ludovika van Beieren (1808-1892)            |                                |                                | Michaël I van Portugal (1802-1866) | Michaël I van Portugal (1802-1866) | Michaël I van Portugal (1802-1866)         | Michaël I van Portugal (1802-1866)         | Michaël I van Portugal (1802-1866)         | Michaël I van Portugal (1802-1866)         |                                            |                                            | Adelheid van Löwenstein-Wertheim-Rosenberg (1831-1909)    | Adelheid van Löwenstein-Wertheim-Rosenberg (1831-1909)    | Adelheid van Löwenstein-Wertheim-Rosenberg (1831-1909)     | Adelheid van Löwenstein-Wertheim-Rosenberg (1831-1909)     | Adelheid van Löwenstein-Wertheim-Rosenberg (1831-1909)     | Adelheid van Löwenstein-Wertheim-Rosenberg (1831-1909)     |                                                            |                                                            |  |  |  |  |  |  |  |  |  |  |  |  |  |  |  |  |  |  |  |  |  |  |  |  |  |  |  |  |  |  |  |  |  |  |  |  |  |  |  |  |  |  |  |  |  |  |
|                                              |                                              |                                                       |                                                       |                                                       |                                                       |                                                       |                                                       |                                             |                                             |                                              |                                              |                                              |                                              |                                              |                                              |                                                      |                                                      |                                                      |                                                      |                                                      |                                                      |                                                |                                                |                                |                                |                                      |                                      |                                      |                                      |                                      |                                      |                                          |                                          |                                          |                                          |                                          |                                          |                                            |                                            |                                             |                                             |                                             |                                             |                                             |                                             |                                |                                |                                    |                                    |                                            |                                            |                                            |                                            |                                            |                                            |                                                           |                                                           |                                                            |                                                            |                                                            |                                                            |                                                            |                                                            |  |  |  |  |  |  |  |  |  |  |  |  |  |  |  |  |  |  |  |  |  |  |  |  |  |  |  |  |  |  |  |  |  |  |  |  |  |  |  |  |  |  |  |  |  |  |
|                                              |                                              |                                                       |                                                       |                                                       |                                                       | Filips van België (1837-1905)                         | Filips van België (1837-1905)                         | Filips van België (1837-1905)               | Filips van België (1837-1905)               | Filips van België (1837-1905)                | Filips van België (1837-1905)                |                                              |                                              |                                              |                                              |                                                      |                                                      | Maria van Hohenzollern-Sigmaringen (1845-1912)       | Maria van Hohenzollern-Sigmaringen (1845-1912)       | Maria van Hohenzollern-Sigmaringen (1845-1912)       | Maria van Hohenzollern-Sigmaringen (1845-1912)       | Maria van Hohenzollern-Sigmaringen (1845-1912) | Maria van Hohenzollern-Sigmaringen (1845-1912) |                                |                                |                                      |                                      |                                      |                                      |                                      |                                      |                                          |                                          |                                          |                                          |                                          |                                          | Karel Theodoor in Beieren (1839-1909)      | Karel Theodoor in Beieren (1839-1909)      | Karel Theodoor in Beieren (1839-1909)       | Karel Theodoor in Beieren (1839-1909)       | Karel Theodoor in Beieren (1839-1909)       | Karel Theodoor in Beieren (1839-1909)       |                                             |                                             |                                |                                |                                    |                                    | Maria José van Bragança (1857-1943)        | Maria José van Bragança (1857-1943)        | Maria José van Bragança (1857-1943)        | Maria José van Bragança (1857-1943)        | Maria José van Bragança (1857-1943)        | Maria José van Bragança (1857-1943)        |                                                           |                                                           |                                                            |                                                            |                                                            |                                                            |                                                            |                                                            |  |  |  |  |  |  |  |  |  |  |  |  |  |  |  |  |  |  |  |  |  |  |  |  |  |  |  |  |  |  |  |  |  |  |  |  |  |  |  |  |  |  |  |  |  |  |
|                                              |                                              |                                                       |                                                       |                                                       |                                                       | Filips van België (1837-1905)                         | Filips van België (1837-1905)                         | Filips van België (1837-1905)               | Filips van België (1837-1905)               | Filips van België (1837-1905)                | Filips van België (1837-1905)                |                                              |                                              |                                              |                                              |                                                      |                                                      | Maria van Hohenzollern-Sigmaringen (1845-1912)       | Maria van Hohenzollern-Sigmaringen (1845-1912)       | Maria van Hohenzollern-Sigmaringen (1845-1912)       | Maria van Hohenzollern-Sigmaringen (1845-1912)       | Maria van Hohenzollern-Sigmaringen (1845-1912) | Maria van Hohenzollern-Sigmaringen (1845-1912) |                                |                                |                                      |                                      |                                      |                                      |                                      |                                      |                                          |                                          |                                          |                                          |                                          |                                          | Karel Theodoor in Beieren (1839-1909)      | Karel Theodoor in Beieren (1839-1909)      | Karel Theodoor in Beieren (1839-1909)       | Karel Theodoor in Beieren (1839-1909)       | Karel Theodoor in Beieren (1839-1909)       | Karel Theodoor in Beieren (1839-1909)       |                                             |                                             |                                |                                |                                    |                                    | Maria José van Bragança (1857-1943)        | Maria José van Bragança (1857-1943)        | Maria José van Bragança (1857-1943)        | Maria José van Bragança (1857-1943)        | Maria José van Bragança (1857-1943)        | Maria José van Bragança (1857-1943)        |                                                           |                                                           |                                                            |                                                            |                                                            |                                                            |                                                            |                                                            |  |  |  |  |  |  |  |  |  |  |  |  |  |  |  |  |  |  |  |  |  |  |  |  |  |  |  |  |  |  |  |  |  |  |  |  |  |  |  |  |  |  |  |  |  |  |
|                                              |                                              |                                                       |                                                       |                                                       |                                                       |                                                       |                                                       |                                             |                                             |                                              |                                              |                                              |                                              |                                              |                                              |                                                      |                                                      |                                                      |                                                      |                                                      |                                                      |                                                |                                                |                                |                                |                                      |                                      |                                      |                                      |                                      |                                      |                                          |                                          |                                          |                                          |                                          |                                          |                                            |                                            |                                             |                                             |                                             |                                             |                                             |                                             |                                |                                |                                    |                                    |                                            |                                            |                                            |                                            |                                            |                                            |                                                           |                                                           |                                                            |                                                            |                                                            |                                                            |                                                            |                                                            |  |  |  |  |  |  |  |  |  |  |  |  |  |  |  |  |  |  |  |  |  |  |  |  |  |  |  |  |  |  |  |  |  |  |  |  |  |  |  |  |  |  |  |  |  |  |
|                                              |                                              |                                                       |                                                       |                                                       |                                                       |                                                       |                                                       |                                             |                                             |                                              |                                              |                                              |                                              |                                              |                                              | Albert I (1875-1934)                                 | Albert I (1875-1934)                                 | Albert I (1875-1934)                                 | Albert I (1875-1934)                                 | Albert I (1875-1934)                                 | Albert I (1875-1934)                                 |                                                |                                                |                                |                                |                                      |                                      |                                      |                                      |                                      |                                      |                                          |                                          |                                          |                                          |                                          |                                          |                                            |                                            | Elisabeth in Beieren (1876-1965)            | Elisabeth in Beieren (1876-1965)            | Elisabeth in Beieren (1876-1965)            | Elisabeth in Beieren (1876-1965)            | Elisabeth in Beieren (1876-1965)            | Elisabeth in Beieren (1876-1965)            |                                |                                |                                    |                                    |                                            |                                            |                                            |                                            |                                            |                                            |                                                           |                                                           |                                                            |                                                            |                                                            |                                                            |                                                            |                                                            |  |  |  |  |  |  |  |  |  |  |  |  |  |  |  |  |  |  |  |  |  |  |  |  |  |  |  |  |  |  |  |  |  |  |  |  |  |  |  |  |  |  |  |  |  |  |
|                                              |                                              |                                                       |                                                       |                                                       |                                                       |                                                       |                                                       |                                             |                                             |                                              |                                              |                                              |                                              |                                              |                                              | Albert I (1875-1934)                                 | Albert I (1875-1934)                                 | Albert I (1875-1934)                                 | Albert I (1875-1934)                                 | Albert I (1875-1934)                                 | Albert I (1875-1934)                                 |                                                |                                                |                                |                                |                                      |                                      |                                      |                                      |                                      |                                      |                                          |                                          |                                          |                                          |                                          |                                          |                                            |                                            | Elisabeth in Beieren (1876-1965)            | Elisabeth in Beieren (1876-1965)            | Elisabeth in Beieren (1876-1965)            | Elisabeth in Beieren (1876-1965)            | Elisabeth in Beieren (1876-1965)            | Elisabeth in Beieren (1876-1965)            |                                |                                |                                    |                                    |                                            |                                            |                                            |                                            |                                            |                                            |                                                           |                                                           |                                                            |                                                            |                                                            |                                                            |                                                            |                                                            |  |  |  |  |  |  |  |  |  |  |  |  |  |  |  |  |  |  |  |  |  |  |  |  |  |  |  |  |  |  |  |  |  |  |  |  |  |  |  |  |  |  |  |  |  |  |
|                                              |                                              |                                                       |                                                       |                                                       |                                                       |                                                       |                                                       |                                             |                                             |                                              |                                              |                                              |                                              |                                              |                                              |                                                      |                                                      |                                                      |                                                      |                                                      |                                                      |                                                |                                                |                                |                                |                                      |                                      |                                      |                                      |                                      |                                      |                                          |                                          |                                          |                                          |                                          |                                          |                                            |                                            |                                             |                                             |                                             |                                             |                                             |                                             |                                |                                |                                    |                                    |                                            |                                            |                                            |                                            |                                            |                                            |                                                           |                                                           |                                                            |                                                            |                                                            |                                                            |                                                            |                                                            |  |  |  |  |  |  |  |  |  |  |  |  |  |  |  |  |  |  |  |  |  |  |  |  |  |  |  |  |  |  |  |  |  |  |  |  |  |  |  |  |  |  |  |  |  |  |
|                                              |                                              |                                                       |                                                       |                                                       |                                                       |                                                       |                                                       |                                             |                                             |                                              |                                              |                                              |                                              |                                              |                                              |                                                      |                                                      |                                                      |                                                      |                                                      |                                                      |                                                |                                                |                                |                                |                                      |                                      |                                      |                                      |                                      |                                      |                                          |                                          |                                          |                                          |                                          |                                          |                                            |                                            |                                             |                                             |                                             |                                             |                                             |                                             |                                |                                |                                    |                                    |                                            |                                            |                                            |                                            |                                            |                                            |                                                           |                                                           |                                                            |                                                            |                                                            |                                                            |                                                            |                                                            |  |  |  |  |  |  |  |  |  |  |  |  |  |  |  |  |  |  |  |  |  |  |  |  |  |  |  |  |  |  |  |  |  |  |  |  |  |  |  |  |  |  |  |  |  |  |
|                                              |                                              |                                                       |                                                       |                                                       |                                                       |                                                       |                                                       |                                             |                                             |                                              |                                              |                                              |                                              |                                              |                                              |                                                      |                                                      | Leopold III (1901-1983)                              | Leopold III (1901-1983)                              | Leopold III (1901-1983)                              | Leopold III (1901-1983)                              | Leopold III (1901-1983)                        | Leopold III (1901-1983)                        |                                |                                |                                      |                                      | Karel van Saksen-Coburg (1903- 1983) | Karel van Saksen-Coburg (1903- 1983) | Karel van Saksen-Coburg (1903- 1983) | Karel van Saksen-Coburg (1903- 1983) | Karel van Saksen-Coburg (1903- 1983)     | Karel van Saksen-Coburg (1903- 1983)     |                                          |                                          |                                          |                                          | Maria Josefa van Saksen-Coburg (1906-2001) | Maria Josefa van Saksen-Coburg (1906-2001) | Maria Josefa van Saksen-Coburg (1906-2001)  | Maria Josefa van Saksen-Coburg (1906-2001)  | Maria Josefa van Saksen-Coburg (1906-2001)  | Maria Josefa van Saksen-Coburg (1906-2001)  |                                             |                                             |                                |                                |                                    |                                    |                                            |                                            |                                            |                                            |                                            |                                            |                                                           |                                                           |                                                            |                                                            |                                                            |                                                            |                                                            |                                                            |  |  |  |  |  |  |  |  |  |  |  |  |  |  |  |  |  |  |  |  |  |  |  |  |  |  |  |  |  |  |  |  |  |  |  |  |  |  |  |  |  |  |  |  |  |  |

## In de populaire cultuur
- De zangeres Petra Berger schreef in 2001 het lied Terra promessa over Marie José.

## Publicaties
- La Maison de Savoie, vol. I, Les origines - le comte vert - le comte rouge, 1956
- La Maison de Savoie, vol. II, Amédée VIII, la jeunesse, 1962
- La Maison de Savoie, vol. III, Amédée VIII, le duc qui devint pape, 1962
- Albert et Elisabeth, mes parents, 1971 (Nederlandse vertaling: Albert en Elisabeth. Mijn ouders, 2016)
- Emanuele Filiberto di Savoia. Un valoroso guerriero, un principe illuminato, 1994